# 浙东运河纤道
30°04′56″N 120°27′07″E / 30.08222°N 120.45194°E
浙东运河纤道位于中国浙江省浙东运河沿岸，又称运道塘、官塘、新堤等，在浙东运河各个河段均有分布，全长近百里，集中分布于杭州市萧山区和绍兴市柯桥区、越城区、上虞区境内。位于柯桥区境内钱清镇板桥至柯桥街道上谢桥的古纤道保存较为完整，全长7.5公里，于1988年被列为第三批全国重点文物保护单位，而萧山段、绍兴渔后桥段、绍兴皋埠段、上虞段纤道于2013年被列为第七批全国重点文物保护单位大运河子项。
西晋会稽内史贺循开凿西兴运河后，即逐渐在岸边形成纤道。唐元和十年（815），浙东视察使孟简进行大规模修整。明弘治年间山阴知县李良改用石砌纤道，形成现有规模。
浙东运河纤道具有单面靠岸和双面临水两种形式，后者又可分为实体纤道和石墩纤道。双面临水纤道中常见隔一定距离设置桥梁用于船只通行，有“白玉长堤”之称。